# NGC 1029
NGC 1029 é uma galáxia espiral (S0-a) localizada na direcção da constelação de Aries. Possui uma declinação de +10° 47' 36" e uma ascensão recta de 2 horas, 39 minutos e 36,4 segundos.
A galáxia NGC 1029 foi descoberta em 1 de Outubro de 1864 por Albert Marth.